# Famiglia di Don Filippo di Borbone
Il ritratto della Famiglia di Don Filippo di Borbone è un dipinto a olio su tela (285x415 cm) di Giuseppe Baldrighi, databile al 1757 circa e conservato nella Galleria nazionale di Parma.

## Descrizione
L'opera rappresenta la famiglia di Filippo di Borbone in salotto, molto probabilmente nella Reggia di Colorno. Al centro del quadro troviamo il duca che siede a fianco della consorte, la duchessa Luisa Elisabetta, figlia prediletta di Luigi XV, che riceverà dal padre ingenti finanziamenti per arricchire di arredi e suppellettili le corti di Parma e Colorno. In piedi, alla destra di Filippo, troviamo la figlia Isabella, la quale, allieva dello stesso Baldrighi, mostra un disegno al padre. I due bambini accanto alla madre sono i figli Ferdinando, futuro Duca di Parma, e Maria Luisa che diventerà poi Regina di Spagna. A destra, infine, si intravede Madama Caterina de Gonzales, la governante spagnola.
Baldrighi inserisce nell'opera una serie di oggetti che rimandano ad alcuni dei passatempi preferiti della famiglia come le carte da musica, vari strumenti, la racchetta da pallacorda ed elementi d'ambientazione tipici del gusto del tempo: il pappagallo, il cane, l'orologio, le stoffe.
Come è stato sottolineato altre volte in passato, l'insieme appare in linea con lo stile "francesizzante" che Baldrighi aveva conosciuto durante il suo soggiorno parigino. Sappiamo inoltre che il pittore francese Boucher inviò un suggerimento a carboncino per quest'opera a Badrighi, conservato oggi nel Museo Glauco Lombardi. 